# Port lotniczy Krabi
Port lotniczy Krabi – port lotniczy położony w Krabi, w Tajlandii.

## Linie lotnicze i kierunki
| Linia lotnicza             | Kierunek                                                    |
| -------------------------- | ----------------------------------------------------------- |
| AirAsia                    | 1. Kuala Lumpur                                             |
| Bangkok Airways            | 1. Bangkok-Suvarnabhumi 2. Koh Samui                        |
| flydubai                   | 1. Dubaj                                                    |
| Jetstar Asia               | 1. Singapur                                                 |
| Scoot                      | 1. Singapur                                                 |
| Thai Airways International | 1. Bangkok-Suvarnabhumi                                     |
| Thai AirAsia               | 1. Bangkok-Don Mueang 2. Bangkok-Suvarnabhumi 3. Chiang Mai |
| Thai Lion Air              | 1. Bangkok-Don Mueang                                       |
| Thai VietJet Air           | 1. Bangkok-Suvarnabhumi                                     |